# Liste des plus hauts gratte-ciel de Pittsburgh

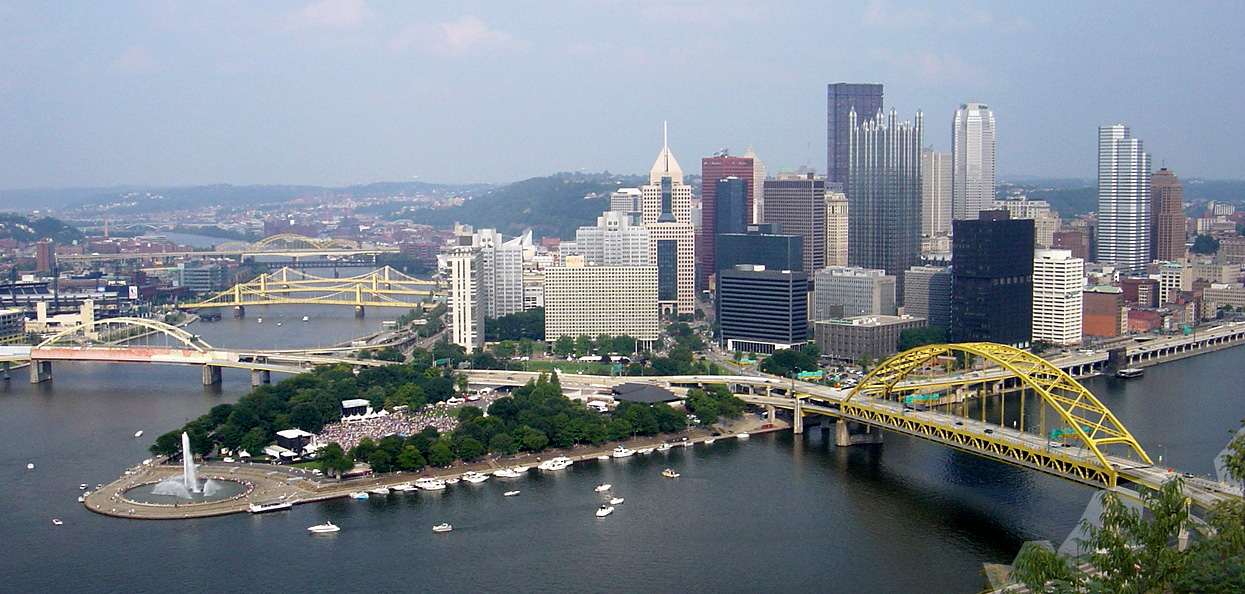
Le centre-ville de Pittsburgh

La liste des plus hauts gratte-ciel de Pittsburgh est une liste qui donne le rang de chaque gratte-ciel de la ville de Pittsburgh, en Pennsylvanie. Le plus haut bâtiment de Pittsburgh est le U.S. Steel Tower avec 64 étages et mesure 256 mètres. Ce gratte-ciel fut terminé en 1970. Aussi, il est le quatrième plus haut bâtiment de la Pennsylvanie et la 35e plus haute structure des États-Unis. La deuxième plus haute tour de la ville est le BNY Mellon Center qui mesure 221 mètres de haut. Onze des vingt plus hauts gratte-ciel de Pennsylvanie sont localisés à Pittsburgh.
L'histoire des gratte-ciel à Pittsburgh débuta en 1895 avec la construction du Carnegie Building; cette structure possédait 13 étages,. Toutefois, ce bâtiment n'était pas la plus haute structure de la ville, c'était plutôt la tour de l'Allegheny County Courthouse, qui mesure 76 mètres et qui fut terminée en 1888 . Le Carnegie Building fut démoli en 1952 pour permettre l’expansion du magasin de surface Kaufmann's (aujourd'hui Macy's) . Pendant les années 1960 à 1980, la ville de Pittsburgh a connu un développement rapide des constructions de gratte-ciel. Durant cette période, 12 des 21 plus hauts bâtiments furent construits, incluant les trois plus hautes tours, le U.S. Steel Tower, BNY Mellon Center, et PPG Place. La ville possède neuf gratte-ciel de plus de 150 mètres de haut, dont deux font partie des plus hauts gratte-ciel des États-Unis. Au total, la ville de Pittsburgh possède 149 tours achevées .
Le plus récent gratte-ciel de la ville est le Three PNC Plaza, qui mesure 105 mètres de haut. En 2008, il y a cinq gratte-ciel en construction, approuvés ou proposés pour la construction et deux projets de rénovation .

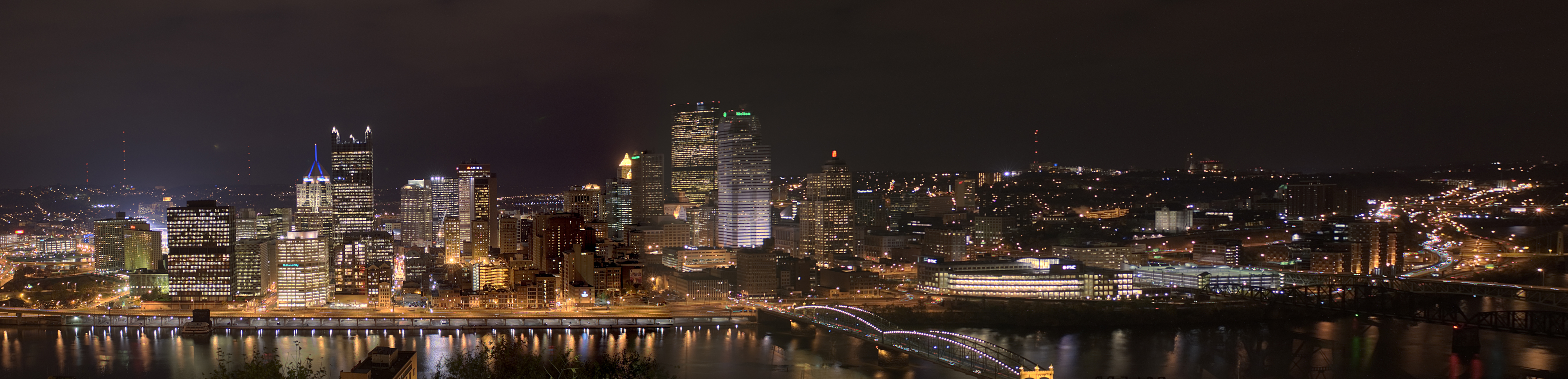
Le centre-ville de Pittsburgh vu à partir du mont Washington.

## Les plus hautes constructions
Cette liste comprend les tours qui mesurent au minimum 91 mètres de haut. Cette mesure inclut les détails architecturaux, mais pas la hauteur avec l'antenne. Un symbole égal (=) indique que le bâtiment mesure la même hauteur que celui qui est en dessous. La colonne Année indique l'année où le bâtiment fut terminé.
| Rang | Nom du bâtiment                      | Image | Hauteur pieds/mètres | Nombre d'étages | Année | Notes |
| ---- | ------------------------------------ | ----- | -------------------- | --------------- | ----- | --- |
| 1    | U.S. Steel Tower                     |       | 841 / 256            | 64              | 1970  | 35e plus haut gratte-ciel des États-Unis et 4e plus haut de la Pennsylvanie. Le U.S. Steel Tower fut la plus haute tour de la Pennsylvanie durant les années 1970 à 1987 jusqu'à la construction du One Liberty Place à Philadelphie. Connu aussi sous le nom de USX Tower,. |
| 2    | BNY Mellon Center                    |       | 725 / 221            | 54              | 1983  | Le plus haut gratte-ciel construit à Pittsburgh durant les années 1980. Connu auparavant sous le nom de One Mellon Center,. |
| 3    | One PPG Place                        |       | 635 / 194            | 40              | 1984  | , |
| 4    | Fifth Avenue Place                   |       | 616 / 188            | 31              | 1988  | Connu aussi sous le nom de Highmark Place,. |
| 5    | One Oxford Centre                    |       | 615 / 187            | 45              | 1983  | , |
| 6    | Gulf Tower                           |       | 582 / 177            | 44              | 1932  | Plus haut gratte-ciel construit durant les années 1930,. |
| 7    | Cathedral of Learning                |       | 535 / 163            | 42              | 1936  | Second plus haut bâtiment universitaire après l'Université d'État de Moscou. Aussi, c'est le plus haut bâtiment en dehors du centre-ville de Pittsburgh,. |
| 8    | 525 William Penn Place               |       | 520 / 158            | 41              | 1951  | Plus haut gratte-ciel construit durant les années 1950,. |
| 9    | K&L Gates Center                     |       | 511 / 156            | 39              | 1968  | Plus haut gratte-ciel construit durant les années 1960,. |
| 10   | Grant Building                       |       | 485 / 148            | 40              | 1930  | , |
| 11   | Koppers Building                     |       | 475 / 145            | 34              | 1929  | Plus haut gratte-ciel construit durant les années 1920,. |
| 12   | Two PNC Plaza                        |       | 445 / 136            | 34              | 1975  | , |
| 13   | EQT Plaza                            |       | 430 / 131            | 32              | 1987  | , |
| 14   | One PNC Plaza                        |       | 424 / 129            | 30              | 1972  | , |
| 15   | Regional Enterprise Tower            |       | 410 / 125            | 30              | 1953  | , |
| 16   | Three PNC Plaza                      |       | 361 / 110            | 23              | 2009  | Plus haut gratte-ciel construit durant les années 2000. |
| 17   | Federated Tower                      |       | 358 / 109            | 27              | 1982  | , |
| 18   | 11 Stanwix Street                    |       | 355 / 108            | 23              | 1970  | , |
| 19   | Oliver Building                      |       | 347 / 106            | 25              | 1910  | Plus haut gratte-ciel construit durant les années 1910 et qui ne fut pas démoli,. |
| 20   | Three Gateway Center                 |       | 344 / 105            | 24              | 1952  | , |
| 21   | Centre City Tower                    |       | 341 / 104            | 26              | 1971  | , |
| 22   | William S. Moorhead Federal Building |       | 340 / 104            | 23              | 1964  | , |
| 23   | Bell Telephone Building              |       | 339 / 103            | 20              | 1923  | , |
| 24   | Wyndham Grand Pittsburgh Downtown    |       | 333 / 102            | 22              | 1959  | Le plus haut hôtel de la ville ,. |
| 25   | Frick Building                       |       | 330 / 101            | 20              | 1902  | Plus haut gratte-ciel construit durant les années 1900 et qui ne fut pas démoli,. |
| 26   | Four Gateway Center                  |       | 305 / 93             | 22              | 1960  | , |
| 27=  | Washington Plaza                     |       | 300 / 91             | 24              | 1964  | , |
| 27=  | Commonwealth Building                |       | 300 / 91             | 21              | 1906  | , |
| 27=  | The Carlyle                          |       | 300 / 91             | 21              | 1906  | [ 61 ] |

## Chronologie des plus hauts bâtiments

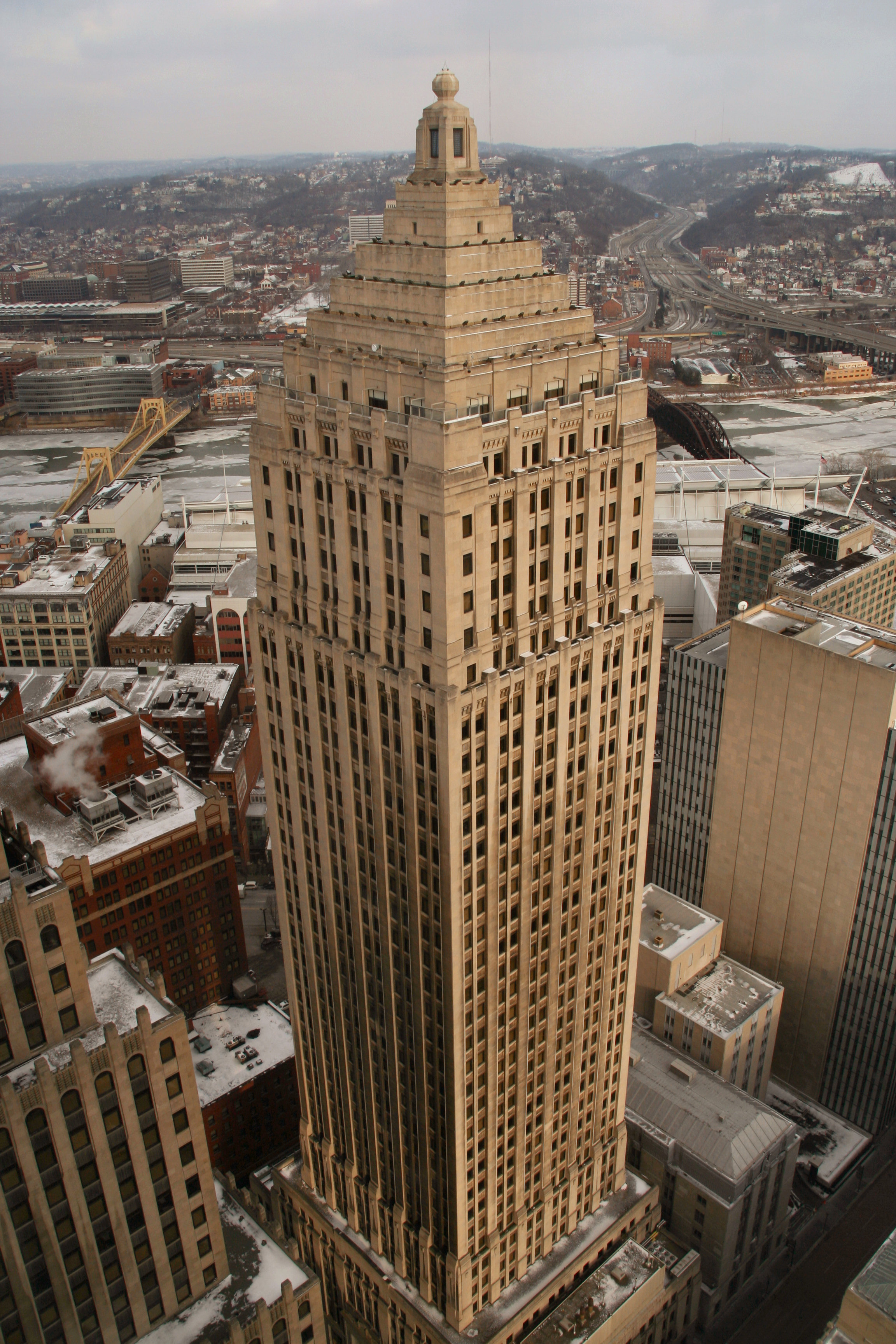
Le Gulf Building fut le plus haut gratte-ciel de Pittsburgh entre les années 1932 à 1970.

La liste suivante classent les plus hauts bâtiments au cours de l'histoire de Pittsburgh.
| Nom du bâtiment              | Adresse                         | Années du record | Hauteur pieds/mètres | Floors | Reference |
| ---------------------------- | ------------------------------- | ---------------- | -------------------- | ------ | --------- |
| Trinity Episcopal Cathedral  | 328 Sixth Avenue                | 1872–1888        | 200 / 61             | N/A    | [ 62 ]    |
| Allegheny County Courthouse  | 436 Grant Street                | 1888–1902        | 249 / 76             | 5      | [ 5 ]     |
| Farmers Bank Building        | 301 Fifth Avenue                | 1902–1910        | 344 / 105            | 27     | [ 63 ]    |
| Oliver Building              | 535 Smithfield Street           | 1910–1912        | 347 / 106            | 25     | [ 42 ]    |
| First National Bank Building | 511 Wood Street at Fifth Avenue | 1912–1928        | 387 / 118            | 26     | [ 64 ]    |
| Grant Building               | 330 Grant Street                | 1928–1932        | 485 / 148            | 40     | [ 25 ]    |
| Gulf Building                | 707 Grant Street                | 1932–1970        | 582 / 177            | 44     | [ 17 ]    |
| U.S. Steel Tower             | 600 Grant Street                | 1970–present     | 841 / 256            | 64     | [ 8 ]     |

## Liste des bâtiments qui furent détruits
Cette liste comprend les gratte-ciel qui furent démolis.
| Nom du bâtiment              | Hauteur pieds/mètres | Nombre d'étages | Année Complété | Année Démolis | Notes                                                                       |
| ---------------------------- | -------------------- | --------------- | -------------- | ------------- | --------------------------------------------------------------------------- |
| First National Bank Building | 387 / 118            | 26              | 1912           | 1970          | Démoli pour permettre la construction du One PNC Plaza,.                    |
| Farmers Bank Building        | 344 / 105            | 27              | 1902           | 1997          | ,                                                                           |
| Liberty Park Apartments      | 203 / 62             | 20              |                | 2005          | ,                                                                           |
| Carlton House                | 193 / 59             | 16              | 1952           | 1980          | Démoli pour permettre la construction du BNY Mellon Center,.                |
| St. Francis Hospital         | 175 / 53             | 12              | 1932           |               | Démoli pour permettre la construction du Children's Hospital of Pittsburgh. |
| East Mall Apartments         | 170 / 52             | 17              | 1969           | 2005          | ,                                                                           |
| Garfield Heights High-Rise   | 140 / 42.7           | 14              | 1965           | 2005          | ,                                                                           |
| East Hills High-Rise         | 140 / 42.7           | 14              | 1972           | 2006          | ,                                                                           |